# Dworzec Wileński metróállomás
A Dworzec Wileński (magyarul: Vilniusi vasútállomás) egy metróállomás Varsóban a varsói M2-es metró vonalán.

## Szomszédos állomás
A metróállomáshoz az alábbi állomás van a legközelebb:
- Stadion Narodowy (Bemowo metro station, M2-es metróvonal)
- Szwedzka (Bródno metro station, M2-es metróvonal)

## Átszállási kapcsolatok
| M2 (Rondo Daszyńskiego ↔ Dworzec Wileński) | |                                                 |
| Állomás                                    | Átszállási kapcsolatok | Fontosabb létesítmények                         |
| Dworzec Wileński                           | E-7, 3, 4, 6, 13, 20, 23, 25, 28, 120, 135, 140, 160, 162, 169, 170, 262, 338, 340, 412, 509, 512, 517, 527, 738 Vasút: KM6 | Warszawa Wileńska (Varsó-Vilniusi vasútállomás) |